# مهرجان الإسكندرية للفلم القصير
مهرجان الإسكندرية للفيلم القصير، هو مهرجان أسسته جمعية دائرة الفن بالإسكندرية لاتاحة الفرصة أمام صناع السينما لعرض أعمالهم على الجمهور، يقام في شهر أبريل من كل عام بمدينة الاسكندرية. عقدت دورته الأولى عام 2015 .
يهدف المهرجان إلى توفير أجواء مناسبة لتبادل الخبرات بين صناع السينما من جميع أنحاء العالم واتاحة الفرصة أمام صناع الفيلم القصير لعرض أفلامهم سواء كانت روائية أو تسجيلية أو تحريك أمام الجمهور وذلك بهدف المناقشات المثمرة بين صانع الفيلم والجمهور وتوفير منصة آمنة لعرض أعمالهم وحصاد نتاج جهدهم ويهدف المهرجان إلى تطوير السينما القصيرة والارتقاء بها.

## أهداف المهرجان
- نشر ثقافة الصورة والسينما بمدينة الإسكندرية.
- نشر ثقافة الفيلم القصير للطبقة البسيطة من المجتمع.
- يهدف المهرجان إلى تبادل الثقافات العربية بعرض أفلام روائية ووثائقية وأفلام تحريك من جميع الدول العربية.
- ينظم المهرجان ورش وندوات فنية مجانية على مدار السنة ما بين الدورة والدورة وليس أثناء فترة إقامة المهرجان فقط.[3][6][7]

## جوائز المهرجان

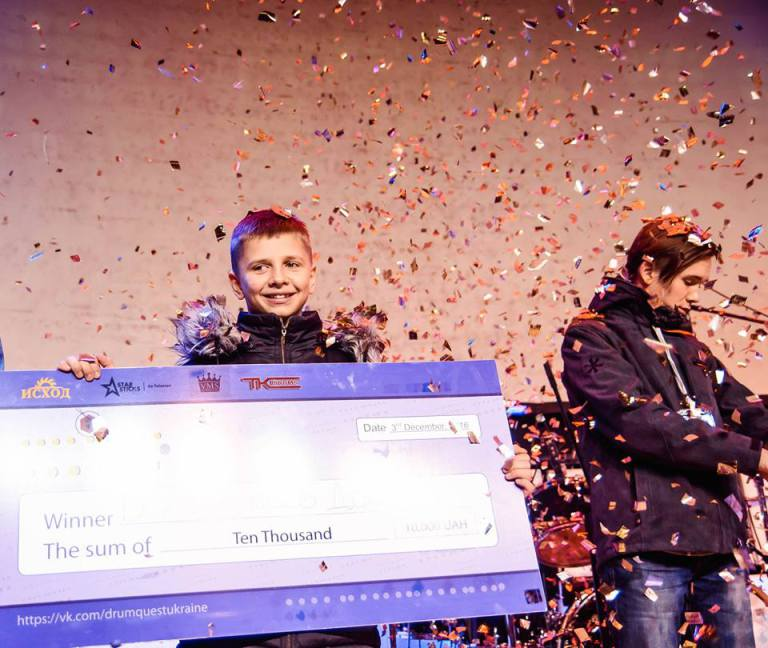
الجوائز الذهبية والفضية التي تمثل شخصية هيباتيا

يقدم مهرجان الإسكندرية للفيلم القصير جائزة هيباتيا وهي فيلسوفة تخصصت في الفلسفة الافلاطونية:
1. هيباتيا الذهبية: تمنح جائزة هيباتيا الذهبية لأفضل فيلم
2. هيباتيا الفضية: تمنح جائزة هيباتيا الفضية وهي لجنة التحكيم الخاصة [9]

### مسابقة الأفلام الوثائقية
1. جائزة هيباتيا الذهبية
2. جائزة هيباتيا الفضية

### مسابقة الأفلام الروائية
1. جائزة هيباتيا الذهبية
2. جائزة هيباتيا الفضية

## هيباتيا

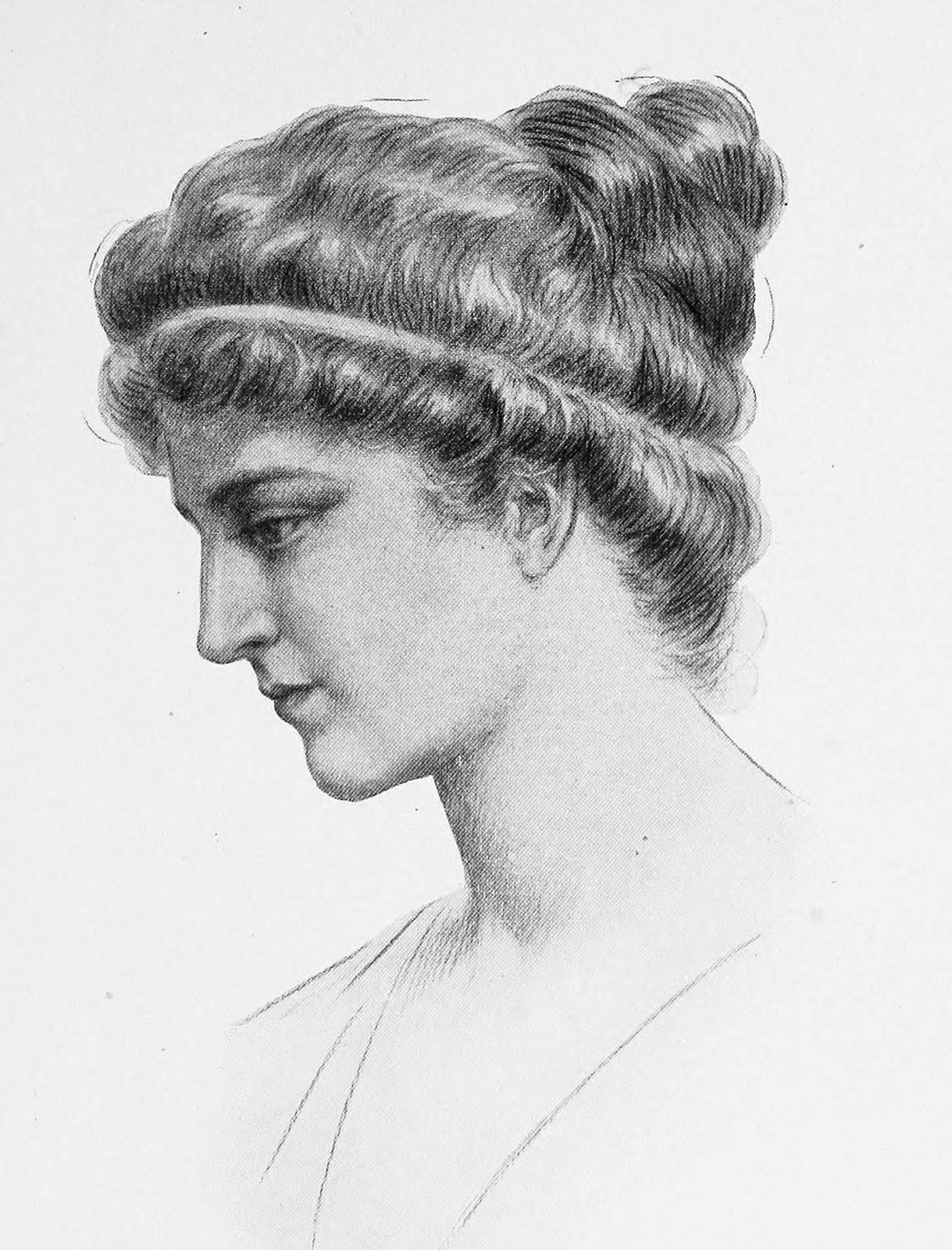
هيباتيا

اعتُبرت هيباتيا، الفيلسوفة وعالمة الفلك، أول امرأة في التاريخ تصنع اسمًا كعالمة رياضيات مشهورة - وأيضًا كأول عالمة اغتالها متطرفون دينيون. في كتابه (Historia Ecclesiastica) (بالعربية: تاريخ الكنيسة)، كتب سقراط:
| مهرجان الإسكندرية للفلم القصير | "كانت هناك امرأة في الإسكندرية تدعى هيباتيا، وهي ابنة الفيلسوف ثيون. كانت بارعة في تحصيل كل العلوم المعاصرة، مما جعلها تتفوق على كل الفلاسفة المعاصرين لها، حيث كانت تقدم تفسيراتها وشروحاتها الفلسفية، خاصة فلسفة أفلاطون لمريديها الذين قدموا من كل المناطق، بالإضافة إلى تواضعها الشديد لم تكن تهوى الظهور أمام العامة. رغم ذلك كانت تقف أمام قضاة المدينة وحكامها دون أن تفقد مسلكها المتواضع المهيب الذي كان يميزها عن سواها، والذي أكسبها احترامهم وتقدير الجميع لها. كان والي المدينة (اورستوس) في مقدمة هؤلاء الذي كانوا يكنون لها عظيم الاحترام. | مهرجان الإسكندرية للفلم القصير |

## التنظيم

### المسابقات
يشمل المهرجان خمس مسابقات هي: مسابقة الأفلام الوثائقية الرسمية، مسابقة الأفلام الروائية الدولية، مسابقة أفلام الرسوم المتحركة، مسابقة الأفلام العربية، ومسابقة أفلام الطلبة. كما يشمل المهرجان عدة ورش وندوات خاصة بصناعة السينما.

### الإدارة
تتكون إدارة المهرجان من:
1. الرئيس: المخرج محمد محمود
2. الإدارة الفنية : موني محمود
3. المدير : محمد سعدون.[2][7]

### لجان التحكيم
هناك ثلاث لجان للتحكيم:
1. اللجنة الأولى الخاصة بالمسابقة الدولية وتتكون من خمسة أعضاء.
2. اللجنة الثانية الخاصة بالمسابقة العربية ومسابقة أفلام الطلبة خمسة أعضاء.
3. اللجنة الثالثة والأخيرة ثلاثة أعضاء وهي لجنة تحكيم النقاد.[11]

### منحة المهرجان
يقدم المهرجان منحة مالية لدعم إنتاج الأفلام، بالتعاون مع مؤسسة حياة للتنمية والدمج المجتمعي وقيمتها 50 ألف جنيه، بالشروط التالية: وجود خبرة سابقة للمخرج المُتقدم وفي أرشيفه فيلمًا واحدًا على الأقل، وألا يزيد عمره عن 35 سنة، وأن تكون فكرة الفيلم تدور حول قصص النجاح أو الطبقات المهمشة، كما حدد المهرجان أن يكون المتقدم مصري الجنسية، وألا تتعدى مدة الفيلم النهائية 30 دقيقة، ويتم قبول الأفلام الروائية، الوثائقية، أو الرسوم المتحركة.

## وصلات خارجية
https://alex-sff.com/ مهرجان الإسكندرية للفيلم القصير
https://alex-sff.com/ar/ مهرجان الإسكندرية للفيلم القصير
https://www.filfan.com/news/111624 مهرجان الإسكندرية للفيلم القصير
https://www.infoeg.com/sharqia/page/257592 مهرجان الإسكندرية للفيلم القصير
https://gate.ahram.org.eg/News/3352398.aspx مهرجان الإسكندرية للفيلم القصير
https://www.instagram.com/alexandria.sff/?hl=en مهرجان الإسكندرية للفيلم القصير
https://www.facebook.com/AlexandriaShortFilmFestival/ مهرجان الإسكندرية للفيلم القصير